# Suchohrdly
Suchohrdly (Duits: Zuckerhandl) is een Moravische gemeente in de Tsjechische regio Zuid-Moravië, en maakt deel uit van het district Znojmo. Suchohrdly telt 1393 inwoners (2023).

## Geschiedenis
- 1190 – De eerste schriftelijke vermelding van Suchohrdly.
- 1976 – De gemeente Suchohrdly wordt geannexeerd door de stad Znojmo.
- 1998 – Suchohrdly wordt (opnieuw) een zelfstandige gemeente.[1]